# Cryptops vector
Cryptops vector är en mångfotingart som beskrevs av Chamberlin 1939. Cryptops vector ingår i släktet Cryptops och familjen Cryptopidae.
Artens utbredningsområde är Honduras. Inga underarter finns listade i Catalogue of Life.